# Alfeo Brum

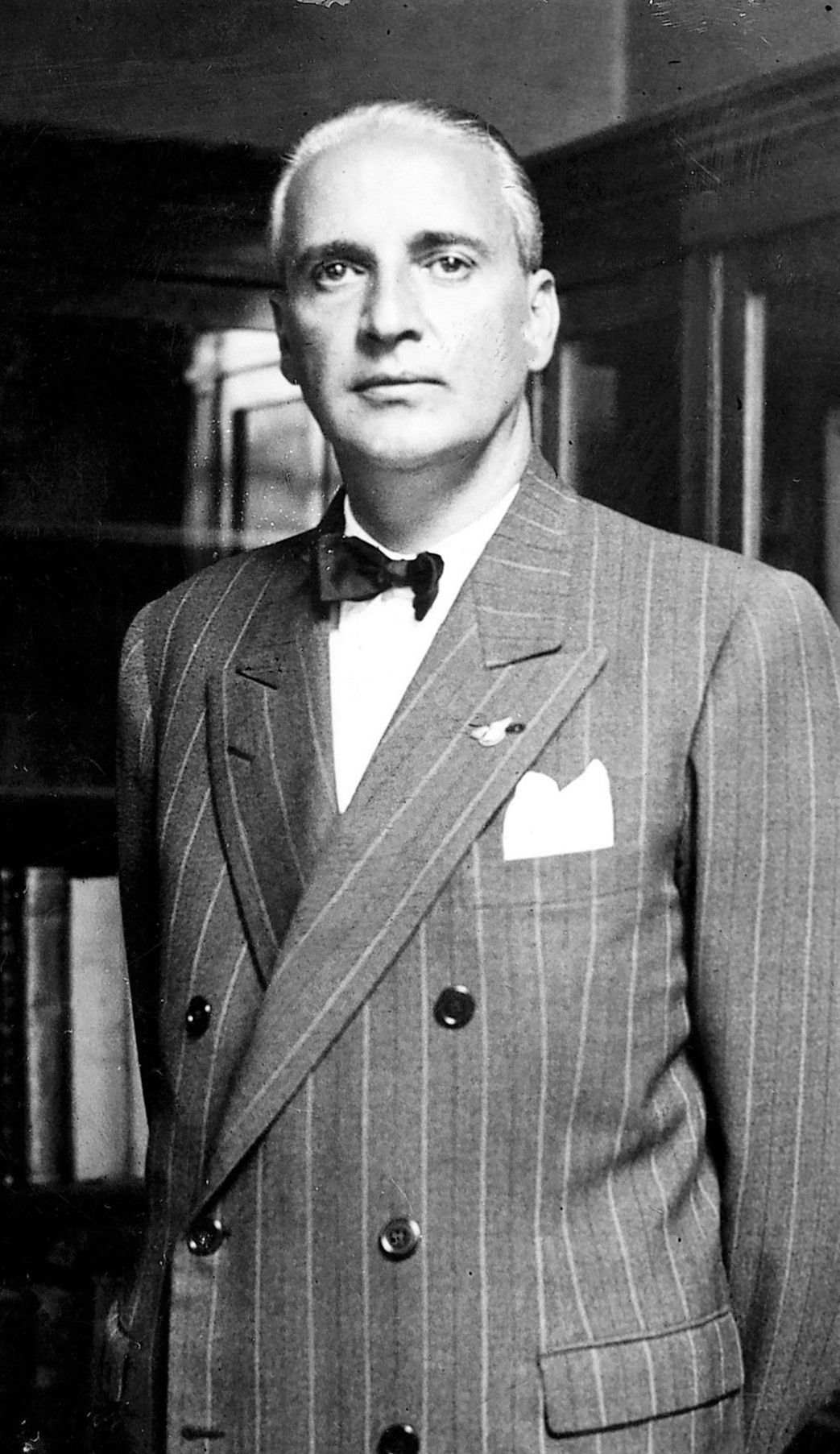
Alfeo Brum (1947)

Alfeo Brum (* 22. März 1889 in Salto; † 25. Februar 1972 in Montevideo) war ein uruguayischer Rechtsanwalt, Politiker und Vizepräsident seines Landes von 1947 bis 1951 und von 1951 bis 1955.
Alfeo Brum wurde am 22. März 1889 in Salto geboren und war der jüngere Bruder von Präsident Baltasar Brum. Er studierte Jura und wurde Rechtsanwalt. Er war von Jugend an Mitglied der Partido Colorado und wurde 1923 als Abgeordneter in das Parlament von Artigas gewählt und diente in dieser Position bis 1932.
Am 1. März 1933 wurde er zum Senator gewählt. Am 31. März desselben Jahres löste Gabriel Terra das Parlament auf und wurde zum Diktator. Aus Protest gegen diesen Putsch beging Alfeos älterer Bruder Baltasar auf offener Straße Selbstmord. Alfeo musste den Selbstmord seines Bruders mitansehen und wurde von diesem Zeitpunkt zum Gegner des Regimes. Später wurde er verhaftet und auf der Isla de las Ratas inhaftiert und ging später ins Exil.
Im November 1946 wurde er erneut zum Senator gewählt. Nach dem Tod von Präsident Tomás Berreta rückte der bisherige Vizepräsident Luis Batlle Berres in das Präsidentenamt und Alfeo Brum wurde zum Vizepräsidenten ernannt. Bei den Präsidentschaftswahlen im November 1950 gewann Andrés Martínez Trueba und Brum wurde wieder Vizepräsident. Alfeo Brum war bis heute die einzige Person, die zweimal hintereinander Vizepräsident von Uruguay war.
| Personendaten    | Personendaten                                            |
| ---------------- | -------------------------------------------------------- |
| NAME             | Brum, Alfeo                                              |
| KURZBESCHREIBUNG | uruguayischer Rechtsanwalt, Politiker und Vize-Präsident |
| GEBURTSDATUM     | 22. März 1889                                            |
| GEBURTSORT       | Salto                                                    |
| STERBEDATUM      | 25. Februar 1972                                         |
| STERBEORT        | Montevideo                                               |